# Palazzo Braschi
El Palazzo Braschi és un edifici romà, situat en el barri Parione, entre la Piazza San Pantaleo, via San Pantaleo, via della Cuccagna i de la Piazza Navona.

## Història
La història de l'edifici on es troba ara el Palazzo Braschi, i on n'hi va haver anteriorment el «Palazzo Orsini», va començar el 1435, quan Francesco Orsini -l'aleshores prefecte de Roma- va fer construir el seu palau, amb el primer cos, que va definir tot el futur palau. Aquest edifici té la seva entrada principal a Piazza Navona. El 1501 el cardenal Carafa va construir un segon cos de la fàbrica de l'edifici, que incloïa un fragment d'un antic grup d'estàtues que es troben a prop de l'edifici i que va prendre el nom de Pasquino. El 1516 Antonio da Sangallo el Jove va edificar, a la cantonada de la Piazza Navona i Via della Cuccagna, una torre. Els plànols de Roma del segle xix, serveixen de testimoni de la formació integral de l'edifici, amb un contigu pati central.
El 1791, a instàncies del papa Pius VI, es va iniciar la demolició del Palazzo Orsini per fer pas a un nou edifici, propietat dels Braschi. Finançat amb les arques del mateix papa, el nou edifici va ser construït per l'arquitecte Cosimo Morelli, encarregat per Luigi Braschi Onesti. L'any 1798 les obres van ser interrompudes a causa de la Revolució Francesa i la mort de Pius VI, per reprendre-les l'any 1802. La construcció, incloent la gran escala interior barroca, va ser acabada el 1804, encara que a la mort de Luigi Braschi eln 1816, es trobava l'obra encara sense acabar completament. Els hereus la van vendre a l'estat en 1871, que ho va utilitzar com a seu del Ministeri de l'Interior.
Durant el període de Mussolini va ser seu de les institucions del règim, i a la tardor de 1943, després de la fuga a Bríndisi de Badoglio i dels Savoia, es va convertir en la seu del Partit Feixista Republicà. Els republicans romans eren aleshores representants d'una banda de feixistes autoproclamats «Guardia Armata di Palazzo Braschi» -molt més coneguda pels romans com a «banda Bardi-Pollastrini» -. Després de la guerra i fins al 1949 va ser habitada per les persones sense llar i famílies desplaçades a causa de la guerra mateixa. Tres anys més tard, el palau es va convertir en seu del Museu de Roma, la gestió del qual va passar de l'estat a l'ajuntament de Roma.
El 1987 va ser tancat a causa de greus danys i per negligència. Fou parcialment reobert el 2002, encara que l'obra de la restauració es va completar durant el 2010.